# Lac Montbazin
Le lac Montbazin  (en anglais : Lake Montbazin) est un lac australien sur la presqu'île Péron, en Australie-Occidentale. Nommé en l'honneur de Louis Charles Gaspard Bonnefoy de Montbazin pendant l'expédition Baudin, une expédition française au cours de laquelle il fut découvert, il appartient entièrement au parc national François Péron.